# Nikołaj Rybinski
Nikołaj Zacharowicz Rybinski, ros. Николай Захарович Рыбинский (ur. w październiku 1888 r. w Kijowie, zm. 21 lutego 1955 r. w Nowym Jorku) – rosyjski działacz emigracyjny, pisarz, publicysta, dziennikarz, dramaturg, reżyser i aktor teatralny.
Ukończył studia prawnicze na uniwersytecie w Kijowie. Brał udział w I wojnie światowej. Służył w oddziałach inżynieryjnych. Doszedł do stopnia praporszczika. W 1918 r. wstąpił do wojsk Białych gen. Antona I. Denikina. Służył w stopniu sztabskapitana w sztabie I Korpusu Armijnego. Jednocześnie pracował w redakcji jednej z krymskich gazet wieczorowych. W listopadzie 1920 r. wraz z pozostałymi wojskowymi został ewakuowany z Krymu do Gallipoli. Na emigracji zamieszkał w Bułgarii. W 1922 r. wyjechał do Królestwa SHS. Współzakładał Stowarzyszenie Gallipojczyków, wchodząc następnie w skład jego kierownictwa. Kierował wydziałem wydawniczym Stowarzyszenia. Współpracował z wydawnictwem i redakcją belgradzkiego pisma „Новое время”. Pełnił funkcję sekretarza Związku Pisarzy i Dziennikarzy Rosyjskich w Jugosławii. Napisał sztukę teatralną pt. „Наказанная добродетель”, wystawianą w Rosyjskim Teatrze Intymnym w Paryżu na przełomie lat 20./30. Był też autorem zbioru felietonów pt. „Корнеты и звери”. W latach 30. napisał książki pt. „Украинствующие и – мы” i „Галлиполийские рассказы”, powieść „Лиза. Маленькая повесть” oraz kolejną sztukę teatralną pt. „Татьянин день”. Pisał artykuły do pism „Иллюстрированная Россия”, „Россия и Славянство”, „Возрождение”, „Часовой”, „Казачий журнал”. Osobiście występował jako aktor. Reżyserował też sztuki teatralne. Po zajęciu Jugosławii w kwietniu 1941 r. przez wojska niemieckie, kiedy był ranny w wyniku bombardowania Belgradu, wstąpił do nowo formowanego Rosyjskiego Korpusu Ochronnego. Po zakończeniu wojny żył w obozie dla dipisów pod Monachium. W 1951 r. wyemigrował do USA. Zamieszkał w Nowym Jorku. Pracował w redakcji pisma „Новое русское слово”. Współpracował z redakcją pisma „Русская мысль”, w którym opublikował wspomnienia pt. „Русский Белград до войны: к 7-летию смерти П.Б. Струве”. Ponadto kontynuował działalność publicystyczną.